# Jaroslav Bouček
Jaroslav Bouček (Černošice, 13 dicembre 1912 – Praga, 10 ottobre 1987) è stato un calciatore cecoslovacco, di ruolo difensore o centrocampista.

## Palmarès

### Club

#### Competizioni nazionali
- Campionato cecoslovacco: 2

Sparta Praga: 1935-1936, 1937-1938

#### Competizioni internazionali
- Coppa Mitropa: 1

Sparta Praga: 1935